# Runesten
En runesten er en gravsten eller en anden mindesten med runeindskrift. I Sverige findes mere end 3000 runesten, i Norge næsten 70 og i Danmark ca. 250 (heri medregnet Sydslesvig og Skåneland).
Runestenene er ofte gjort som "kumler" (minder) over døde familiemedlemmer.

## Læsning af runesten
Det er en længerevarende proces at afkode budskabet på en runesten. Først skal tegnene tydes og naturlige sprækker sorteres fra. Herefter "oversættes" runerne til latinske bogstaver og meningen med budskabet tolkes, inden det gengives på nutidigt sprog. Indtil gennembruddet for historisk kildekritik i slutningen af 1800 - tallet var det almindeligt, at historikere søgte bekræftelse af runestenenes informationer ved at tolke disse ind i kronologi, der var baseret på sagaer og krøniker. I 1911 afviste Lauritz Weibull denne metode, og på basis heraf er flere forskere nået frem til, at kun få (der nævnes fra seks til ni) danske runesten kan knyttes til en historisk begivenhed, som bekræftes af andet samtidigt kildemateriale..

## Runesten i Skandinavien
Runesten blev især rejst mellem år 300 og år 1130. Runesten forekommer i hele det nordiske kulturområde – Sverige, Norge og Danmark, samt i visse områder med nordisk indflydelse. De ældste finder man i Norge, som eksempelvis Tunestenen, Hogganvikstenen og Einangstenen fra 350'erne. De yngre sten forekommer især i Danmark og Sverige. Runer anvendes også langt senere i både Sverige og Norge, men man holdt generelt op med at rejse runesten før år 1100. De absolut fleste runesten findes i området omkring Mälardalen i Sverige.
Ældre runesten (før år 800) er almindeligvis ristet med den ældre futhark, et runealfabet med 24 tegn. De er ofte uden ornamentering. Sammenlignet med vikingetidens runesten, som næsten alle er mindesten efter døde slægtninge, er det ikke altid lige tydeligt, hvad der er formålet med de ældre runesten. De ældre sten er ofte mere litterære (altså med versemål og med et potisk billedsprog) end de senere, og flere af de mere kendte runesten er netop fra denne tid, såsom Eggjastenen, Björketorpstenen og Järsbergstenen.
Omkring år 960 kom et stort opsving i rejsningen af runesten med udgangspunkt i Danmark, hvor Harald Blåtand havde ladet sig døbe og rejste Den Store Jellingsten. Mere end halvdelen af alle runesten i Danmark er således opført i perioden ca. 970-1020.
| Citat                 | Kong Harald bød gøre disse kumler efter Gorm sin fader og efter Thyra sin moder – den Harald, som vandt sig hele Danmark og Norge og gjorde danerne kristne. | Citat |
| Den Store Jellingsten | |       |

Skikken spredte sig videre mod nord og i hvert område rejste man runesten i en generations tid inden man holdt op igen, med en undtagelse: Uppland og Södermanland, hvor man blev ved til et stykke inde i 1100-tallet, hvad der har gjort disse områder særligt rige på runesten. Disse sten holder sig i høj grad til skabelonen: X rejste stenen efter sin slægtning Y, som havde gjort dette og døde sådan. Gud hjælpe hans eller hendes sjæl. Z ristede.

### Runesten i Danmark
- Snoldelevstenen, 700-tallet
- Gørlevstenene - Gørlev 1, ca. 800-900, og Gørlev 2, ca. 970-1020
- Hedeby-stenene, sen vikingetid, ophavsmand omdiskuteret
- Kallerupstenen, ca. 826
- Glavendrupstenen, ca. 900, med Danmarks længste runeindskrift
- Tryggevældestenen, ca. 900-950
- Bregninge-stenen, 900-tallet
- Den Lille Jellingsten, ca. 960
- Sønder Vissing 1, ca. 965
- Den Store Jellingsten, ca. 965
- Rydsgårdstenen, 900-tallet
- Klejtrup-stenen, ca. 970-1020
- Fjenneslev-stenen, ca. 1000-1050
- Tårnborg-stenen, ca. 1050-1100
- Sørup-stenen, ca. 1050-1250
- Horne-stenen, ca. 900
- Rimsø-stenen, ca. 900-1020
- Tirsted-stenen, ca. 970–1020
- Øster Bjerregrav-stenen 1, ca. 970-1020
- Øster Bjerregrav-stenen 2, ca. 970-1020

### Runesten i Norge
Der er 50 kendte runesten i Norge inklusive:
- Dynnastenen, ca. 1000-tallet
- Fåbergstenen
- Granavollen runesten, ca. 1000-tallet
- Grindheimstenen, ca. 1000-tallet
- Kulistenen
- Stangelandstenen
- Oddernesstenen, ca. 1000-tallet
- Svingerudstenen, mellem 1. og 3. århundrede
- Vangstenen, ca. 1000-tallet

### Runesten i Sverige
Der findes knap 3000 runesten i Sverige, heriblandt
- Altunastenen
- Grækenlandsstenene
- Rökstenen
- Runeindskrifter fra Halland
- Runeindskrifter fra Blekinge

## De sidste runesten
I perioden fra omkring år 1020 til ca. 1050 ophørte runestensskikken i Danmark, undtagen på Bornholm, som først blev fuldt kristnet i midten af 1000-tallet. Samfundet havde i løbet af et par århundreder efter kristendommens indtog vænnet sig til den nye struktur der var kommet i samfundet, og runestenene mistede af den grund deres betydning som markører af slægtskontinuitet og magtsymboler på overgangen mellem det hedenske og det kristne samfund.

## Runesten uden for Skandinavien

### Nordatlanten
De britiske øer
- Manxrunestenene
- Edinburgh's Runestone

Færøerne
- Sandavágsstenen
- Kirkjubøur-runestenen
- Fámjinstenen

Grønland
- Runestenen fra Kingittorsuaq

### Tyskland
Blandt de tyske runesten er specielt de fire Hedeby-sten (også kendt som Haddeby-stenene) interessante ud fra et dansk historisk perspektiv
- Haddeby-stenen 2, ca. 938
- Haddeby-stenen 4, ca. 938
- Haddeby-stenen 1, ca. 982
- Haddeby-stenen 3, ca. 982
- Erikstenen
- Sigtryggstenene

### Øvrige
Italien
- Pireusløven

Ukraine
- Berezanj-stenen

Nordamerika
Runesten i Nordamerika, som almindeligvis betragtes som moderne frembringelser og ikke beviser at vikingerne har været der:
- Heavener-runestenen (Oklahoma)
- Kensington-runestenen (Minnesota – Den mest omdiskuterede – indristet årstal 1362)
- Poteau-runestenen (Oklahoma)
- Roseau-runestenen (Minnesota – Kun aftryk haves i dag)
- Shawnee-runestenen (Oklahoma)
- Spirit Pond-runestenene (Maine – 3 stk i alt)

## Galleri

### Danske runesten
- Snoldelevstenen
- Gørlev 1
- Gørlev 2
- Kallerupstenen
- Glavendrupstenen
- Tryggevældestenen
- Lille Jellingsten
- Sønder Vissing 1
- Store Jellingsten
- Rydsgårdstenen
- Fjenneslev-stenen

### Svenske runesten
- Altunastenen (U 1161)
- Rökstenen (Ög 136)
- DR 352, Vapnöstenen
- Stentoftenstenen (DR 357)
- U 1011, Örbystenen